# ابرا دو لاگ
ابرا دو لاگ، عرضی میندارو (به لاتین: Abra de Ilog, Occidental Mindoro) یک سکونتگاه مسکونی در فیلیپین است که در میندورو غربی واقع شده‌است.

## خصوصیات
ابرا دو لاگ ۵۳۳٫۷۰ کیلومترمربع مساحت و ۲۹٬۲۲۵ نفر جمعیت دارد.